# 安藤為章

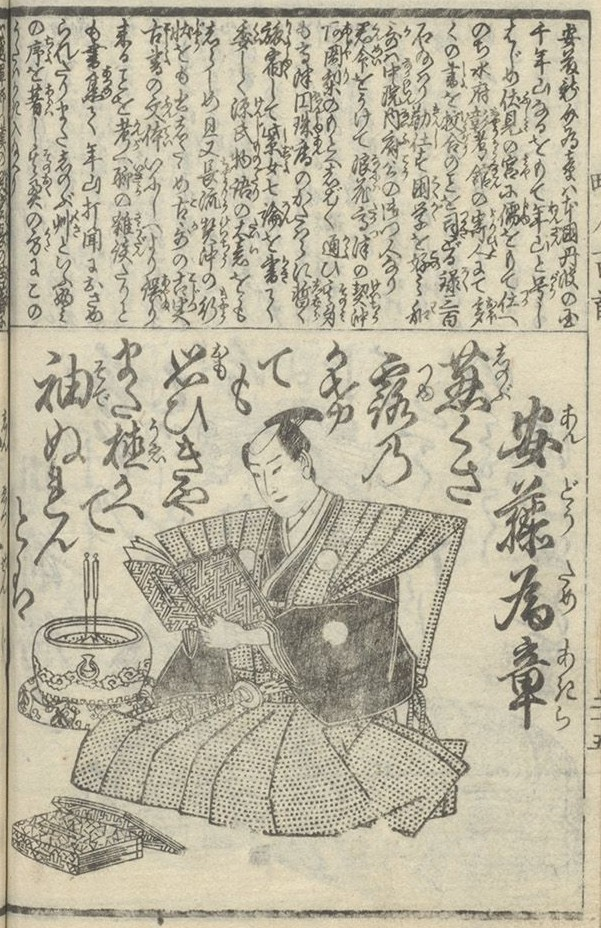
『畸人百人一首』より安藤為章の想像図

安藤 為章（あんどう ためあきら、万治2年5月23日（1659年7月12日） - 享保元年10月13日（1716年11月26日））は、江戸時代初期から中期にかけての国学者。名は為明、為章。通称は右平、新介。年山と号する。兄は安藤抱琴（為実）。

## 生涯
伏見宮に仕える安藤朴翁の次男として丹波国桑田郡（現京都府）に生まれる。儒学を伊藤仁斎に、和歌を中院通茂に学ぶ。兄の為実とともに最初は伏見宮に仕え、後に2人とも水戸藩の徳川光圀に招かれて彰考館の寄人となり『大日本史』『礼儀類典』『釈万葉集』の編纂に従事した。光圀の命令で契沖のもとに万葉集の註釈を教わりにたびたび出かけることとなり、ついには契沖の門人となる。水戸藩から家禄を加増する命があったが、実子がないことを理由にこれを断り、養子もとらず家が絶えた。伴蒿蹊は「人のなし難き所にして、吾が天を安んずるの節義称すべし」と評す。
大正4年（1915年）、正五位を追贈された。

## 著作
- 『紫家七論』
- 『栄華物語考』
- 『宇津保物語考』
- 『年山紀聞』…随筆。契沖の学問と業績に関する史料でもある。
- 『千年山集』…歌集。